# Idzubius akiyamae
Genre
Espèce
Synonymes
- Sitalces akiyamae Hirst, 1911

Idzubius akiyamae, unique représentant du genre Idzubius, est une espèce d'opilions laniatores de la famille des Podoctidae.

## Distribution
Cette espèce est endémique du Japon. Elle se rencontre vers Izu.

## Description
Le mâle holotype mesure 4 mm.

## Systématique et taxinomie
Cette espèce a été décrite sous le protonyme Sitalces akiyamae par Hirst en 1911. Elle est placée dans le genre Idzubius par Roewer en 1949.

## Étymologie
Cette espèce est nommée en l'honneur de Shigeo Akiyama.

## Publications originales
- Hirst, 1911 : « On some new Opiliones from Japan and the Loo-Choo Islands. » Annals and Magazine of Natural History, sér. 8, vol. 8, p. 625–636 (texte intégral).
- Roewer, 1949 : « Über Phalangodidae II. Weitere Weberknechte XIV. » Senckenbergiana, vol. 30, p. 247–289.